# Zellerndorf-Formation
Die Zellerndorf-Formation ist eine geologische Formation aus dem Raum Pulkau-Zellerndorf-Retz.
Sie ist ein tertiärer Ausläufer der Böhmischen Masse und besteht aus marinen Perliten. Zeitlich wird die Formation mutmaßlich dem Ottnangium zugeordnet.